# Molophilus squamosus
Molophilus squamosus är en tvåvingeart som beskrevs av Alexander 1919. Molophilus squamosus ingår i släktet Molophilus och familjen småharkrankar. Inga underarter finns listade i Catalogue of Life.